# پل فرنسیس وبستر
پل فرنسیس وبستر (انگلیسی: Paul Francis Webster؛ زاده ۲۰ دسامبر ۱۹۰۷ – درگذشته ۱۸ مارس ۱۹۸۴) یک موسیقی‌دان و ترانه‌سرا اهل ایالات متحده آمریکا بود. وی ۱۶ بار نامزد دریافت جایزه اسکار بهترین ترانه شد که 3 بار موفق به کسب آن شد.

## بخشی از فیلمشناسی
- ماوریک (مجموعه تلویزیونی)